# Philadelphia Freedom
Philadelphia Freedom (dt.: Freiheit von Philadelphia) ist ein Musiktitel des britischen Sängers und Komponisten Elton John. Der Liedtext wurde von Bernie Taupin geschrieben.
Von Beginn an plante John, den Titel nur als Single zu veröffentlichen und nicht als Teil des gerade in Arbeit befindlichen Albums Captain Fantastic and the Brown Dirt Cowboy. Bei den Liedern, die John für seine Alben komponierte, achtete er auf Melodie und Harmonie, inwieweit diese dann noch Hitpotential hatten, trat dabei in den Hintergrund. Bei Philadelphia Freedom hingegen wollte er einen Hit produzieren. Und trotz der Länge von über fünf Minuten, die bei den Radioprogrammmachern nicht gern gesehen war, gelang es ihm auch.
In Nordamerika wurde Philadelphia Freedom der Wegbereiter für einen fulminanten Start von Captain Fantastic and the Brown Dirt Cowboy, das wegen der vielen Vorbestellungen als erstes Album überhaupt auf Platz 1 der US-Albumcharts startete.

## Hintergrund
Billie Jean King war Ende der 1960er Jahre der bekannteste weibliche Tennisstar der Welt. John lernte sie 1972 kennen, begeisterte sich für sie und ihretwegen für Tennis. Soweit es ihm möglich war, sah er sich all ihre Heimspiele an, kleidete sich dafür sogar im Teamdress und feuerte sie von seinem Sitzplatz aus an.
1974 übernahm King die Rolle der Trainerin der Philadelphia Freedoms, eine Mannschaft der damaligen World-Team-Tennis-League, und trainierte damit als erste Frau überhaupt ein professionelles amerikanisches Tennisteam, das nicht nur aus Frauen bestand, sondern auch Männer im Team hatte.
In seiner Begeisterung bat John Taupin einen Liedtext zu schreiben, den er King widmen könne und der sich um Tennis, Philadelphia und die gängigen Vorstellungen, wie man gegen Widerstände trotzdem gewinnt, drehen solle. In Elizabeth Rosenthals Buch „His Song“ wird Taupin zitiert, er bestehe darauf, dass der Text nichts mit Tennis, dem damals modernen Philadelphia Sound oder Flaggen schwingendem Patriotismus zu tun hat. Trotzdem wurden die Zeilen in den USA als patriotisch interpretiert und passten damit perfekt in die Zeit vor der 200-Jahr-Feier der US-amerikanischen Nation.
Philadelphia Freedom wurde im Sommer 1974 komponiert und im August 1974 im Musikaufnahmestudio Caribou Ranch in Nederland (Colorado) eingespielt. Die Veröffentlichung wurde jedoch solange verzögert, bis das Philadelphia-Freedoms-Team sein letztes Saisonspiel absolviert hatte.

## Rezension
Der leicht tanzbare Rhythmus, das treibende Geigenarrangement, das prägnante Schlagzeug in Verbindung mit einem Text, der an Freiheit, Aufbruch und Erfolg erinnert, waren die Zutaten für einen Hit, der in seiner Zeit die Nummer eins werden musste.

## B-Seite
Im Sommer 1974 befand sich John auf dem Weg nach Colorado. Bei einem Zwischenstopp in New York traf er sich mit John Lennon. Lennon nahm gerade die Titel für sein Album Walls and Bridges auf. John spielte einige Klavierpassagen, sang im Hintergrund und wettete mit Lennon, das Lied Whatever Gets You Through the Night würde in den USA ein Nummer-eins-Hit werden. Für diesen Fall müsse Lennon in einem Konzert gemeinsam mit John auftreten.
John sollte recht behalten, und Lennon löste seine Wettschuld in einem Konzert im Madison Square Garden in New York am 28. November 1974 ein. Drei Lieder sangen die beiden gemeinsam. Das letzte davon I Saw Her Standing There stellte Lennon selbst mit folgenden Worten vor, die auf dem Live-Mitschnitt ebenfalls zu hören sind:
„I’d like to thank Elton and the boys for having me on tonight. We tried to think of a number to finish off with so I can get out of here and be sick, and we thought we’d do a number of an old, estranged fiancé of mine, called Paul. This is one I never sang, it’s an old Beatle number, and we just about know it“ (dt.: Ich würde gerne Elton und den Jungs dafür danken, dass sie mich heute Abend dabei haben. Wir versuchten uns eine Nummer zum Abschluss zu überlegen, damit ich hier mit Krankmeldung rauskomme und wir dachten wir machen eine Nummer von einem alten, entfremdeten Verlobten von mir, Paul genannt. Das ist eine alte Beatles-Nummer, die ich niemals gesungen habe und wir kennen sie gerade mal so).
Die außergewöhnliche Stimmung in diesem Konzert, als Lennon mit auf der Bühne war, fasste der Gitarrist Davey Johnstone später zusammen:

“The whole thing was actually so dream-like, that I don’t actually remember anything specific about it. I do remember I broke a string and played the solo (of I Saw Her Standing There) on five strings. It didn’t sound that bad when I heard it back! I didn’t really care.”

„Es war alles tatsächlich wie im Traum, ich kann mich an nichts Bestimmtes mehr erinnern. Ich weiß noch, eine meiner Saiten riss und ich spielte das Solo (von I Saw Her Standing There) nur auf fünf Saiten. Als ich es wieder hörte, klang es gar nicht schlecht. Es war wirklich egal.“

I Saw Her Standing There in der oben geschilderten Live-Version fand schließlich als B-Seite der Single Verwendung.

## Besetzung
- Elton John – Gesang, Klavier
- Davey Johnstone – E-Gitarre
- Dee Murray – Bass-Gitarre
- Nigel Olsson – Schlagzeug
- Ray Cooper – Tambourine, Congas, Rasseln
- Gene Page – Orchestrierung

## Produktion
- Produzent: Gus Dudgeon

## Kommerzieller Erfolg

### Chartplatzierungen
| ChartsChartplatzierungen       | Höchstplatzierung | Wochen |
| ------------------------------ | ----------------- | ------ |
| Deutschland (GfK)              | 50 (1 Wo.)        | 1      |
| Vereinigte Staaten (Billboard) | 1 (21 Wo.)        | 21     |
| Vereinigtes Königreich (OCC)   | 12 (9 Wo.)        | 9      |

| ChartsJahrescharts (1975)      | Platzierung |
| ------------------------------ | ----------- |
| Vereinigte Staaten (Billboard) | 3           |

### Auszeichnungen für Musikverkäufe
| Land/Region               | Auszeichnungen für Musikverkäufe (Land/Region, Auszeichnung, Verkäufe) | Verkäufe  |
| ------------------------- | ---------------------------------------------------------------------- | --------- |
| Vereinigte Staaten (RIAA) | Platin                                                                 | 2.000.000 |
| Insgesamt                 | 1× Platin ·                                                            | 2.000.000 |

Hauptartikel: Elton John/Auszeichnungen für Musikverkäufe